# Christopher Hawkesworth
Christopher John Hawkesworth (né le 18 décembre 1947) est un géologue britannique et ancien directeur adjoint et directeur adjoint pour la recherche à l'université de St Andrews.

## Biographie
Hawkesworth est né à Khartoum, au Soudan et grandit en Irlande,. Il est diplômé du Trinity College de Dublin en 1970 et de l'université d'Oxford à St Edmund Hall en 1974. Il obtient son doctorat en philosophie à Oxford sous la direction du professeur Ron Oxburgh. Il occupe des postes à l'Open University et à l'université de Bristol avant d'occuper la chaire Wardlaw des sciences de la Terre et le poste de directeur adjoint et vice-principal de la recherche à l'université de St Andrews jusqu'en 2014. Il reçoit la médaille Wollaston en 2012 et est élu Fellow de la Royal Society of Edinburgh . En 2020, il est admis comme membre de l'Académie royale d'Irlande.